# Арістофан
Арістофа́н (у багатьох джерелах Аристофа́н; грец. Ἀριστοφάνης; близько 450 до н. е. — бл. 385 до н. е.) — великий давньогрецький поет, «батько комедії», найуславленіший представник давньогрецької комедії, для якої характерна гостра політична сатира. Єдиний комедіограф, чиї твори дійшли до нас не тільки у фрагментах.

## Біографія

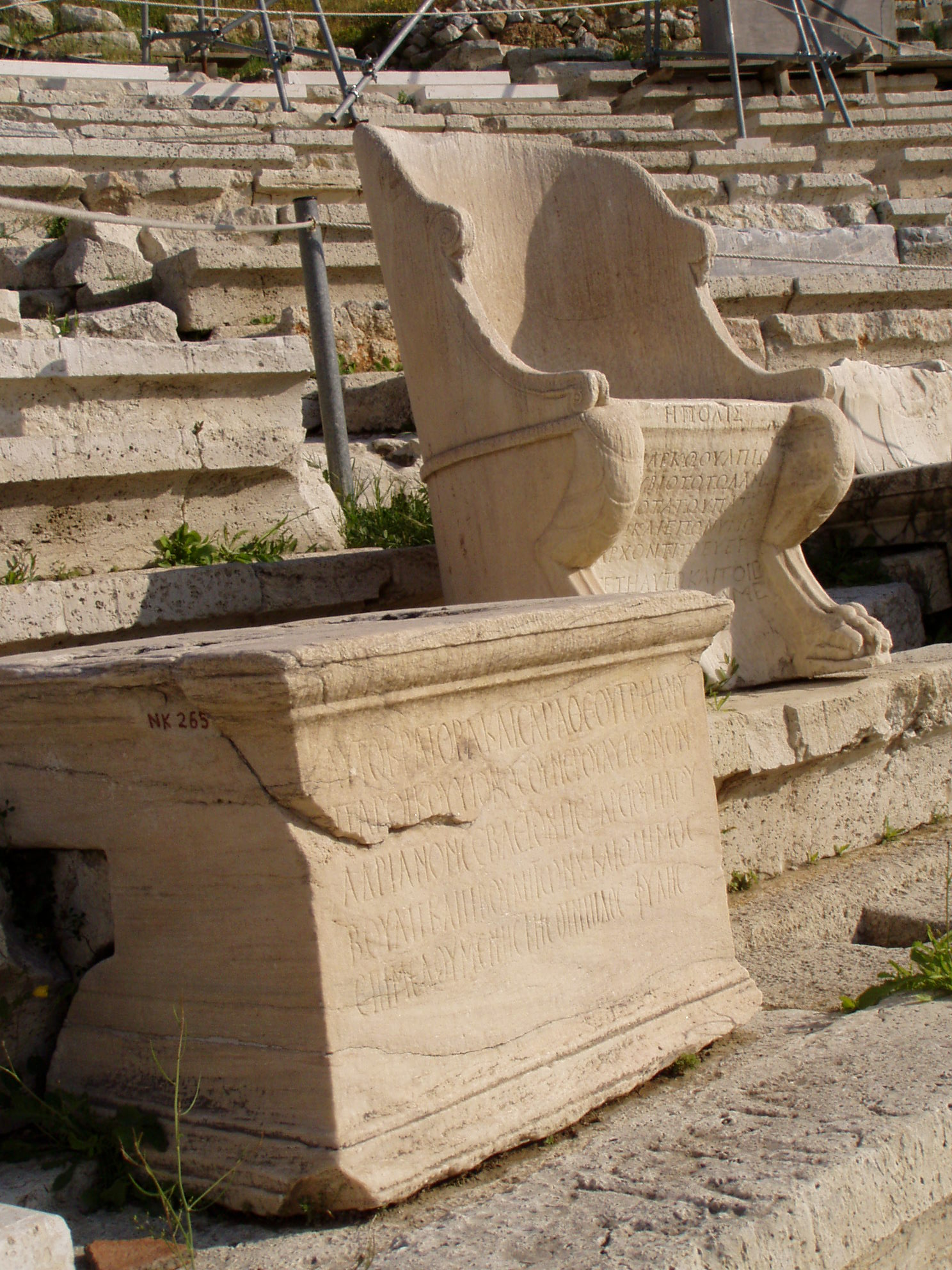
Театр Діоніса, Афіни – за часів Арістофана, глядачі, ймовірно, сиділи на дерев’яних лавах із земляною основою.

Обставини життя майже невідомі. Дати його народження і смерті встановлюються за вказівками, що містяться в його творах, а також за іншими джерелами. Арістофан народився, ймовірно, в Афінах, в епоху розквіту афінської демократії і був сучасником тривалої Пелопоннеської війни зі спартанцями (431 до н. е. — 404 до н. е.), коли в Афінах відбувалася запекла політична боротьба.
Він був сином Філіппа з філи Пандіони, з дема (округи) Кідатенайон (або Кідафін), південніше Акрополя. Батько Арістофана мав невелику земельну ділянку на сусідньому з Аттикою острові Егіні, тоді колонії Афін У пізньому джерелі його матір'ю названа Зенодора. Мав щонайменше двох синів, Філіппа й Арара, обидва стали комічними поетами. Іноді згадується ще один син, Нікострат або Філетр, також комедіограф, однак ми не знаємо, яке ім'я правильне, і часто припускають, що Арістофан мав четверо синів.
В античності заперечували афінське походження Арістофана. Деякі автори стверджували, що він народився в маєтку батька на острові Егіні або на Родосі, або навіть у Єгипті. Втім збережені написи свідчать про те, що Арістофан був повноправним громадянином Афін. Всі звинувачення в чужоземному походженні варто вважати або жартом, або зловмисним наклепом, що походив, цілком ймовірно, від політика Клеона, головного ворога Арістофана. Хоч би де Арістофан народився, значну частину свого життя провів в Афінах: він чудово знав і щоденну політичну ситуацію, і всі міські чутки про відомих суспільних діячів, і правила судової процедури, і побут своїх співгромадян. Арістофан не був аристократом, але у молодості був діяльним членом аристократичних клубів (так званих, гетерій), що готували олігархічний переворот, і отже співчував ідеології земельної аристократії. Творчість Арістофана припала на часи, коли афінська демократія переживала глибоку кризу і в Афінах загострилася соціально-політична боротьба. Арістофан брав найактивнішу участь у цій боротьбі. Він сміливо й уїдливо висміював правлячі кола афінської держави, їхню внутрішню й агресивну зовнішню політику, що призвела до згубної Пелопоннеської війни. Війну Арістофан вважав найбільшим соціальним лихом. Тема війни й миру посідає в його творах центральне місце.

## Творчість
За античними відомостями, Арістофан написав сорок чотири комедії, авторство чотирьох з них спірне. З них збереглося 11 (крім того, майже тисяча фрагментів.): «Ахарняни» (425 до н. е.), «Вершники» (424), «Хмари» (423), «Оси» (422), «Мир» (421), «Птахи» (414), «Лісістрата» (412), «Жінки на святі Фесмофорій» (411), «Жаби» (405), «Жінки в народних зборах» (392), «Плутос» (338). Сюжети А. брав не з міфології, а створював сам, широко використовуючи казки, пісні, народні жарти, пародії. Його твори — це гротескне відтворення дійсності.
Комічними ситуаціями й прямими висловлюваннями хору Арістофан критикував афінських державних діячів, агітував за мир, зображував розклад суспільної моралі, глузував зі своїх літературних ворогів. Хор у комедіях Арістофана виступає у вигляді ос, жаб, птахів, навіть хмар. Грубий натуралізм Арістофана поєднується з патетичною лірикою, а комедійність доведена подекуди до буфонади. Проте твори Арістофана в основі своїй реалістичні і за змістом глибоко народні. Нестримно смілива своїм сатиричним характером, вільним і одвертим сміхом, комедія Арістована в історії літератури — неповторне явище.
Писати комедії Арістофан почав зовсім молодою людиною. Перша з них, «Бенкетуючі», до нас не дійшла. Відомо, що вона була поставлена в 427 до н. е., коли поетові було близько двадцяти років. Імовірно, через молодість Арістофана за автора виступив його друг Калістрат, як і під час постановки двох наступних, утрачених комедій «Вавилоняни» (426 до н. е.) і «Ахарняни» (425 до н. е.). За ними були поставлені «Вершники» (424 до н. е.), «Хмари» (423 до н. е.), «Оси» (422 до н. е.) і «Мир» (421 до н. е.). Останньою п'єсою завершився ранній період творчості поета. Для цих комедій характерна неприборкана політична сатира. У ряді комедій Арістофан нападає на демократію і жорстоко осміює демагогів з торгового стану — її вождів, що лестять народу й обманюють його, переслідуючи лише свою вигоду.
Відкрите засудження політики демагога Клеона, який прагнув "Війни до переможного кінця" не зважаючи на її негативні наслідки для держави. Саме після прем'єри цієї комедії Арістофан був побитий глядачами "за образу вождя".
Першим з творів другого періоду, що дійшли до нас, більш стриманих й обережних, є «Птахи» (414 до н. е.), потім «Лісістрата» і «Жінки на святі Тесмофорій» (обидві 411 до н. е.). Нарешті, у 405 до н. е. були поставлені «Жаби».
У двох п'єсах третього періоду спостерігаються значні зміни, що свідчать про занепад древньої комедії і появу нових форм. У комедії «Жінки в Народних зборах» (бл 392 до н. е.) уже намічені риси так званої середньої комедії, а «Багатство» (388 до н. е.) — у повному смислі зразок цього жанру. Ця комедія і дві наступні, що не дійшли до нас «Аеолосікон» і «Кокал» (обидві 387 до н. е.), були, відповідно до легенди, подаровані Арістофаном синові Арару, щоб створити йому ім'я в театральних колах. У «Кокалі» вводяться сюжети зваблення дівчини і впізнання давно загубленої дитини, що незабаром стали неодмінними елементами нової аттичної комедії.
У комедіях Арістофан яскраво відобразив афінське життя V ст. до н. е., і в цьому їхнє побутове значення. Як комічний поет Арістофан не вніс яких-небудь нововведень у структуру і форму комедії, але, володіючи багатством фантазії й істинно аттичною дотепністю, він вміє розкривати свої ідеї в забавних, яскравих і оригінальних сценах; основна ідея в нього ніколи не силує розвитку дії, усе начебто в нього випадкове і імпровізоване, однак фабула, при всіх її варіаціях, завжди злита з основною тезою і слугує його поясненням. Дійові особи Арістофана — здебільшого типи відомих класів і груп; риси їхнього характеру часто перебільшені до шаржу, однак поряд з цим вони майстерно наділені і реальними рисами, як надзвичайно реальна і та обстановка, у котрій вони діють. Талант Арістофана виявляється й у «парабасах», інтермедіях, у яких поет звертається до публіки, і в сатиричних куплетах і задерикуватих пісеньках.
Мова комедій повсякденна, розмовна, міська аттична мова, заповнена каламбурами і влучними словами з жаргону, багата і дотепними сполученнями, і комічними словотворами; мова і віршовані розміри відрізняються жвавістю, швидкістю і гнучкістю. Усе це разом узяте робить комедії Арістофана видатним й у своєму роді єдиним пам'ятником світової літератури, тим більше, що інші представники грецької політичної комедії до нас не дійшли.

### Твори, що дійшли до нас
- Ахарняни (425 до н. е.), присвячена критиці братовбивчої війни між Афінянами та Спартою (т. зв. Пелепонеської війни).
- Вершники (424 до н. е.), спрямована проти всемогутнього тоді в Афінах демагога Клеона, який прагнув «війни до переможного кінця» (після прем'єри саме цієї комедії глядачі побили Арістофана «за образу вождя»).
- Хмари (другий варіант, 423 до н. е.), комедія, що завоювала на міських Діонісіях друге місце. Об'єктом своєї сатири поет робить нову систему виховання та освіти юнацтва, втіленням якої стає видатний афінський мислитель-мораліст Сократ. Арістофан звинувачує його і софістів у тому, що вони заперечують традиційних богів і вигадують своїх, «нових» богів.
- Оси (422 до н. е.), спрямована проти афінської верхівки, котра присвоювала собі левову частку народних грошей, а старих людей примушувала заробляти на життя сидінням на судових засіданнях, від чого ті уподібнювалися осам, прагнучи посильніше «вжалити» підсудних (звідси назва твору).
- Мир (перший варіант, 421 до н. е.), про афінського землероба Трігея («Виноградаря»), котрий верхом на величезному жуку-гнойовику летить на Олімп, аби звільнити з ув'язнення богиню миру (по-грецьки «мир» — жіночого роду), що її сховав у підземеллі страшний бог війни — Полемос. На заклик Трігея хлібороби всієї Греції збираються з криками, лопатами та мотузками на Олімпі й своїми мозолястими руками витягують на світ довгоочікувану богиню миру.
- Птахи (414 до н. е.), утопічно-сатиричний твір, що відкриває приховані пружини афінської політики.
- Лісістрата (411 до н. е.) Тема миру в несподіваному художньому вирішенні постає в знаменітій комедії, де ініціаторками припинення війни є жінки, очолювані афінянкою Лісістратою.
- Жінки на святі Тесмофорій (перший варіант, 410 до н. е.)
- Жаби (405 до н. е.), остання комедія часів Пелопоннеської війни. Політична обстановка в Афінах була дуже напруженою. Поет зробив останню спробу переконати афінських громадян негайно припинити міжусобну війну й об'єднати свої зусилля у скрутні для вітчизни часи з метою повернення до нормального життя. Тому в комедії неодноразово звучать політичні висновки і поради.
- Жінки в Народних зборах (бл. 392 до н. е.), про фантастичну ситуацію, коли переодягнені чоловіками жінки захоплюють владу в народних зборах і переінакшують закони під свої інтереси, встановлюючи своєрідну «комуну» — спільність майна, дітей і чоловіків, але зазнають поразки.
- Плутос («Багатство», другий варіант, 380 до н. е.), фантастична ситуація, коли багатство (грецькою «Плутос» означає «багатство») чесних землеробів забезпечується одужанням бога Плутоса; піднято також гостре питання про роль рабства у забезпеченні безбідного життя афінян.

### Датовані твори, що не збереглися
- Бенкетуючі (427 до н. е.)
- Вавилоняни (426 до н. е.)
- Селяни (424 до н. е.)
- Торгові кораблі (423 до н. е.)
- Хмари (перший варіант, 423 до н. е.)
- Проагон («Попереднє змагання»422 до н. е.)
- Амфіар (414 до н. е.)
- Плутос («Багатство», перший варіант, 408 до н. е.)
- Геритади (непевна, ймовірно 407 до н. е.)
- Кокал (387 до н. е.)
- Аеолосікон (second version, 386 до н. е.)

### Недатовані п'єси, що не збереглися
- Аеолосікон (перший варіант)
- Анагир
- Жаровні
- Даідали''
- Данаїди
- Діоніс
- Кентавр
- Ніоба
- Герої
- Острови
- Лемнійські жінки
- Старість
- Мир (другий варіант)
- Фінікійські жінки
- Поезія
- Полід
- Пори року
- Лелеки
- Telemessians
- Triphales
- Жінки на святі Тесмофорій (другий варіант)
- Жінки на відпочинку

## Періодизація творчості Арістофана
Уцілілі об'єднуються в 3 групи, що відповідають трьом етапам його творчого шляху; кожному з них притаманні специфічні ідейні та художні особливості.
- Комедії першого періоду (425—421 рр. до н. е.) відрізняються найяскравішою політичною спрямованістю, об'єкт критики в них завжди визначений з максимальною точністю. Носієм публіцистично-викривального начала і хор, що активно виступає в пароді, парабасі й агоні; персонаж, що втілює соціальне зло, часто запозичує конкретні риси в реально існуючої особи, але наділяється узагальненими ознаками певного типу — «демагога» (Чинбар), «філософа» (Сократ), «посла», «судді» тощо Характеристика такого героя створюється переважно зовнішніми або максимально конкретними ознаками: від промов і підношень Пафлагонца пахне шкірою; «вознесений» в думках Сократ поміщається в кошику, що висить між небом і землею; «осина лють» стариків-судів передається звисаючим з їхніх поясів гострим жалом. Широко застосовується фольклорна за своїм походженням гіпербола, що відкриває шлях відвертого гротеску і шаржу.
- Комедії другого періоду (414—405 рр. до н. е.) відрізняються постановкою більш загальних питань і ослабленням персональної інвективи. Робиться спроба включити хорову парабасу в розвиток сюжету і підпорядкувати цій же меті епізодичні зчіпки в другій половині комедії — найуспішніше це втілено в «Лісістраті», де розв'язка настає лише в кінці п'єси, і гостра сюжетна ситуація тримає глядача в напрузі до останньої миті. Намічаються елементи індивідуалізації в сподвижниць Лісістрати, а в образі Ксанфа («Жаби») проступають риси раба не лише як певного соціального типу, а й конкретної людини.
- Тенденція до індивідуальної характерності і побутової конкретності персонажа отримує подальший розвиток в комедіях останнього, третього періоду (392—388 рр. до н. е.): найнаочнішим його свідченням є образ пронозливого і нахабнуватого раба Каріона в «Плутосі» — безсумнівному предтечі рабів ново аттичної (Менандр) і римської комедії (Плавт), а через них — і європейської комедії нового часу (Бомарше, Карпенко-Карий та ін.). Майже нівелюється партія хору: його функції зводяться до танцю в перервах між окремими епізодами, настільки мало пов'язані зі змістом комедії, що для них навіть не завжди пишеться спеціальний текст, а тільки відзначається момент вступу хору зі вставним номером.[11]

## Політичні й соціальні погляди
В Арістофані звичайно убачають свідомого мораліста, послідовного прихильника миру і соціального реформатора. Хоча в античності комедію і сатиру вважали доброчинними для моральності, у випадку Арістофана, якщо звернутися до його творів, таке уявлення підтвердити важко. Безумовно помилиться той, хто буде вичитувати в його творах послідовну політичну алегорію. Арістофан був скоріше консерватором за духом, але навряд чи він схилявся на бік крайніх консерваторів, тих, хто вчинив переворот 411 до н. е. Поставлена в тому ж році комедія «Жінки на святі Тесмофорій» свідчить скоріше про зворотне. Опозиція Арістофана Пелопонеській війні і його мрії про мир зовсім не є доказом його пацифізму, а говорять усього лише про утому від війни, у чому з ним були згодні всі жителі Афін, крім корисливих вождів, яких Арістофан невпинно критикував. У його ненависті до Клеона більше особистої антипатії, ніж принципових мотивів.
Дві інші його мішені, Сократ та Евріпід, звичайно ставлять у приклад, ілюструючи протидію, що він надавав новаторству першого в області освіти, а другого — у трагічній поезії. Хоча це почасти вірно, така точка зору здається перебільшенням, і в будь-якому випадку питання, чи не так вже подобалося Арістофану все старе, залишається відкритим. Часом він зображує старше покоління як ідеальних героїв, але настільки ж часто ці люди з'являються в нього упертюхами і роззявами. Якщо судити по «Бенкету» Платона, Арістофан був приятелем Сократа. Оновлена трагедія Евріпіда безсумнівно давала чудовий матеріал для пародії, однак у «Жабах» Арістофан настільки ж майстерно пародіює свого улюбленого Есхіла. І узагалі важко назвати грецького поета, якого б він не пародіював. Його дотепність була готова скористатися будь-яким приводом, а його програма, якщо така в нього була, не піддається визначенню. Сучасники явно не сприймали Арістофана як духовного вождя; цілком імовірно, що як поет він вважав себе зобов'язаним відбивати події, що відбуваються, але не підштовхувати політичне життя в тому чи тому напрямі.

## Спадок
Як комедія політична комедія Арістофана не знайшла собі наслідувачів у пізнішій літературі Греції, але вже з XVI ст. викликала наслідування як у Франції (Расін), так і в Англії, особливо ж у Німеччині (Ленц, Ґете). Платону приписується епіграма: «музи улаштували собі в нім притулок», а Ґете називає Арістофана «невихованим улюбленцем муз». За рішенням Всесвітньої Ради Миру 1955 в усьому світі широко відзначено 2400-ліття з дня народження А., великого поета й палкого поборника миру.

## Українські переклади та видання
- Хмари. Перекл. Т. Франка. Львів, 1918;
- Лісістрата. Перекл. К. Лубенського. X., 1928;
- Комедії / Пер. з грецької В. Свідзінського. — Київ : Держлітвидав України, 1939.

Зміст: Хмари; Оси; Жаби
- Комедії / Пер. з грецької Бориса Тена. — Київ : Держлітвидав України, 1956. — 280 с.

Зміст: Хмари; Лісістрата; Жаби
- Комедії: пер. із старогрецької / Арістофан; вступ. ст.: О. Білецький; приміт.: Й. Кобов. — Київ: Дніпро, 1980. — 508 с. — (Вершини світового письменства; Т. 31). [Архівовано 6 квітня 2015 у Wayback Machine.]

Зміст: Ахарняни; Хмари; Оси; Мир; Лісістрата; Жаби
- (перевидання) Комедії / Переклад Андрія Содомори, Бориса Тена, Володимира Свідзинського; передмова Олександра Білецького; примітки Йосипа Кобова. — Харків: Фоліо, 2002. — 511 с. — [Бібліотека світової літератури]. Наклад 10 000 примірників. — Підписано до друку 07.03.2002. ISBN 966-03-1520-1